# Magnus Wikman
Magnus Wikman, född 7 juli 1971 i Uppsala, är en svensk fotbollstränare tillika före detta spelare. Wikman är sedan augusti 2025 assisterande tränare i IFK Norrköping. Han vann SM-guld som tränare för Linköpings FC 2009 och utsågs samma år till årets tränare inom svensk damfotboll.
Under sin spelarkarriär representerade Wikman till exempel Uppsalaklubbarna IF Vindhemspojkarna, IF Vesta och Sirius samt även Enköpings SK.
Magnus Wikman är far till fotbollsspelarna Adam Wikman och Samuel Wikman.